# Wapen van Zwitserland
Het wapen van Zwitserland bestaat uit een wit kruis op een rood veld, net als de vlag van Zwitserland. Het wapen bestaat uit één enkel wapenschild.
Het wapen zou een vereenvoudiging zijn geweest van de vroegere wapens voordat Zwitserland een republiek werd; zie voor de geschiedenis het artikel Vlag van Zwitserland. Het wapen staat onder meer afgebeeld op Zwitserse kentekenplaten, Zwitserse franken en Zwitserse zakmessen.
Ook uit dit schild is het embleem en de vlag van het Rode Kruis gekomen. Deze vlag bestaat uit omgekeerde kleurencombinaties: een rode kruis met een wit achtergrond.
Albanië · Andorra · Azerbeidzjan · België · Bosnië en Herzegovina · Bulgarije · Denemarken · Duitsland · Estland · Finland · Frankrijk · Georgië · Griekenland · Hongarije · Ierland · IJsland · Italië · Kosovo · Kroatië · Letland · Liechtenstein · Litouwen · Luxemburg · Malta · Moldavië · Monaco · Montenegro · Nederland · Noord-Macedonië · Noorwegen · Oekraïne · Oostenrijk · Polen · Portugal · Roemenië · Rusland · San Marino · Servië · Slovenië · Slowakije · Spanje · Transnistrië · Tsjechië · Turkije · Vaticaanstad · Verenigd Koninkrijk · Wit-Rusland · Zweden · Zwitserland

Afhankelijke gebieden: Åland · Faeröer · Gibraltar · Guernsey · Jersey · Man

Betwiste gebieden: Abchazië · Adzjarië